# Hydroides nanhaiensis
Hydroides nanhaiensis är en ringmaskart som beskrevs av Wu och Chen 1981. Hydroides nanhaiensis ingår i släktet Hydroides och familjen Serpulidae. Inga underarter finns listade i Catalogue of Life.